# 布罗兹
布罗兹（法語：Broze，法語發音：[bʁoz]）是法国奧克西塔尼大區塔恩省的一个市镇，属于阿尔比区。

## 地理
布罗兹（43°57'12"N, 1°53'29"E）面积4.02 平方千米，位于法国奧克西塔尼大區塔恩省，该省份为法国南部内陆省份，北起顺时针与阿韦龙省、埃罗省、奥德省、上加龙省和塔恩-加龙省接壤。
与布罗兹接壤的市镇（或旧市镇、城区）包括：加亚克、韦尔河畔卡于扎克、卡斯泰尔诺-德蒙米拉勒、蒙泰尔。
布罗兹的时区为UTC+01:00、UTC+02:00（夏令时）。

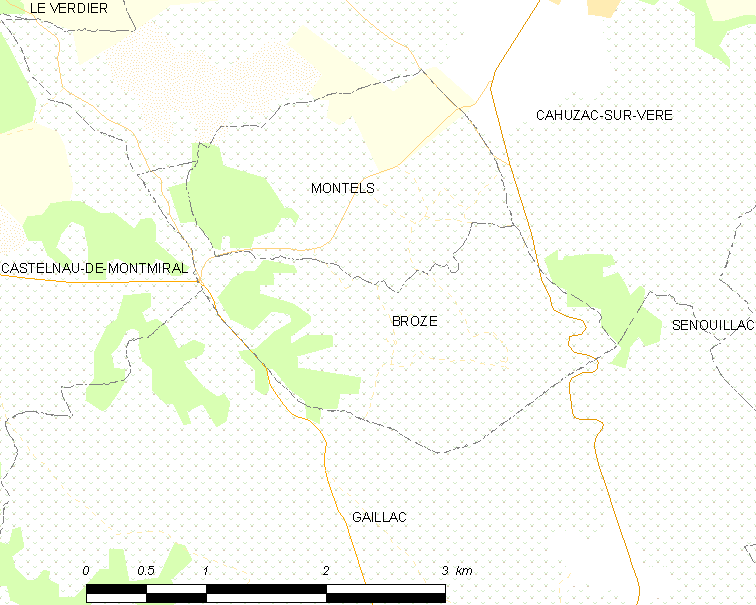
布罗兹的OSM定位图

## 行政
布罗兹的邮政编码为81600，INSEE市镇编码为81041。

## 政治
布罗兹所属的省级选区为加亚克县。

## 人口

1962-2008年间布罗兹人口变化图示

布罗兹于2022年1月1日时的人口数量为106人。